# 政府间气候变化专门委员会第四次评估报告
| AR4中IPCC溫室氣體排放情景特別報告（SRES）的四種情景群組與全球迄2100年地表暖化預測的對應 |                                                     |                                |
| AR4 (Summary; PDF)                                                                      | 更 著重 經濟                                        | 更 著重 環境                   |
| 全球化 (同質性 世界)                                                                    | A1 快速 經濟 增長 (群組: A1T; A1B; A1Fl) 1.4–6.4 °C | B1 全球環境可持續性 1.1–2.9 °C |
| 區域化 (異質性 世界)                                                                    | A2 區域性 導向 經濟 發展 2.0–5.4 °C                 | B2 地區環境可持續性 1.4–3.8 °C |

IPCC第四次評估報告（英語：IPCC Fourth Assessment Report，簡稱AR4），是聯合國政府間氣候變化專門委員會（IPCC）於2007年發佈有關全球氣候變化的評估報告（標題《氣候變化2007（Climate Change 2007）》），是一系列報告中的第四份，目的在評估有關氣候變化的科學、技術和社會經濟信息及其可能影響，以及人類在調適和緩解能做的選項。這份報告是迄今為止對氣候變化內容最多、最詳細的總結。參與工作的有來自130個國家的450名主要撰寫者與800名貢獻撰寫者，以及2,500名審稿者，前後花費六年方完成。
評估報告中的綜合報告部分所列的"可靠發現（robust findings）"包括有：
- "從目前平均大氣和海洋溫度上升、冰雪大範圍融化以及平均海平面上升的觀測結果，全球氣候系統變暖跡象明確。"[3]
- 過去50年全球平均變暖的大部分"非常可能（very likely）"（專家判斷的概率大於90%）[4]是由人類活動所造成。[3]
- "由於某些極端天氣事件的頻率和強度增加，[氣候變化]的影響非常可能（very likely）會再增加。"[3]
- "由於與氣候過程及反饋具有相關的時間尺度，即使溫室氣體排放數量大幅減少，而可導致溫室氣體濃度趨於穩定，人類活動造成的變暖和海平面上升仍將持續幾個世紀"。[3]（參見氣候變化緩解）。
- "一些人類調適活動正在發生，但仍需擴大進行以降低氣候變化脆弱性”。[3]
- "長遠而言，如果不將氣候變化緩解，其最終的嚴峻程度有可能會導致地球的自然、管理和人類系統的調適能力無力應對。"[3]
- "[氣候變化]的許多影響可經由緩解措施來降低、延遲或是避免"。[3]

## 概述
第四次評估報告的結構與之前的評估報告相同，分為四個部分：
- 第一工作組（WG I）：物理科學基礎
- 第二工作組（WG II）：影響、調適與脆弱性
- 第三工作組（WG III）：緩解措施
- 綜合報告（SYR）

AR4對全球變暖的預測如下所示。預測適用於21世紀最後十年（2090年-2099年），與20世紀最後二十年（1980年-1999年）的氣溫作比較。關於溫室氣體排放情景的描述，參見IPCC溫室氣體排放情景特別報告。
| 排放 情景 | 最佳預測 (°C) | "可能"範圍 (°C) |
| --------- | ------------- | --------------- |
| B1        | 1.8           | 1.1 – 2.9       |
| A1T       | 2.4           | 1.4 – 3.8       |
| B2        | 2.4           | 1.4 – 3.8       |
| A1B       | 2.8           | 1.7 – 4.4       |
| A2        | 3.4           | 2.0 – 5.4       |
| A1FI      | 4.0           | 2.4 – 6.4       |

"可能（Likely）"表示根據專家判斷，正確概率高於66%。

## 報告組成
AR4由四個主要部分組成：
- 第一工作組 (WG I) ：2007年氣候變化：物理科學基礎。[6]
- 第二工作組 (WG II) ：2007年氣候變化：影響、調適與脆弱性。[7]
- 第三工作組 (WG III) ：2007年氣候變化：氣候變化緩解。[8]
- 第一、第二和第三工作組綜合結論：綜合報告 (SYR)。[9]

## 第一工作組：物理科學基礎
完整的WG I報告於2007年3月發佈，最後更新於當年9月完成。報告包括於2007年2月發佈的決策者摘要 (SPM) ，以及一常見問題的章節。
《2007年氣候變化：物理科學基礎》評估當前有關"氣候變化的自然和人類驅動因素"的科學知識，以及觀測到的氣候變化。著眼於透過科學方法將變化與不同因素做連結，並對未來的氣候變化作預測。
報告由來自40個國家的676名撰寫者（152名主要撰寫者、26名審查編輯和498名貢獻撰稿者）提供，然後由超過625名專家評審員進行審查。有超過6,000篇經同行評審的研究報告受到引用。
報告摘要在批准之前，要在2007年1月至2月舉行的第10屆工作組會議期間由各國政府派遣的113名代表逐行審查。 
SPM指出關於全球變暖及其成因方面：
- "氣候系統變暖現象明確。"[12]
- "自20世紀中葉以來觀測到的全球平均氣溫上升，非常可能（very likely）是由於觀測到的人為溫室氣體濃度增加所致。"[13]

所謂非常可能和可能的意思是"根據專家評估，其可能性"分別超過90%和超過66%。 

### 觀測
報告指出觀測到的地球氣候變化中包括有大氣成分、全球平均氣溫、海洋狀況和其他氣候變化。

#### 大氣成分變化
二氧化碳、甲烷和一氧化二氮都是長效溫室氣體。
- "人類活動自1750年開始導致大氣中二氧化碳、甲烷和一氧化二氮顯著增加，目前已遠超過工業化（第一次工業革命）前的水平。"[15]
- 2005年大氣中的二氧化碳含量 (379ppm（百萬分比）) 遠比過去65萬年的自然界濃度（180至300ppm）為高。
- 2005年大氣中的甲烷含量 (1,774ppb（十億分比）) 遠比過去65萬年的自然界濃度（320至790ppb）為高。
- 二氧化碳增加的主要原因是使用化石燃料的結果，但土地利用變化也是原因之一。
- 甲烷增加的主要原因非常可能（very likely）是人類農業活動和使用化石燃料的混合結果，但兩者分別佔比尚無法確定。
- 一氧化二氮濃度由工業化前的270ppb上升到2005年的319ppb。超過三分之一的增長是由於人類活動（主要是農業活動）所致。

#### 地球變暖
寒冷的白天、寒冷的夜晚和霜凍事件已變得越來越少。炎熱的白天、炎熱的夜晚和熱浪變得更加頻繁。此外：
- 於1995年-2006年之間的12年中有11年躋身地球自1880年以來儀器測量地表溫度（英语：Instrumental temperature record）中最熱的年份。
- 過去100年的變暖導致全球平均氣溫上升約0.74°C。比之前第三次評估報告估計的升溫0.6°C還高。
- 城市熱島效應對儀器測量氣溫的影響可忽略不計（於陸地上的影響每十年小於0.0006°C，於海洋上的影響為零）。
- 自1961年以來的觀測顯示地球海洋已吸收氣候系統中80%以上增加的熱量，且海洋溫度已經影響到至少3,000米（9,800英尺）的深度。
- "北極地區於過去100年來的平均氣溫上升速度，幾乎是全球平均升溫的兩倍。"
- 如果沒有火山爆發和人為氣膠的冷卻作用，溫室氣體可能會導致比我們觀測到更為嚴重的變暖。（參見全球黯化）。
- 20世紀下半葉的北半球平均氣溫非常可能（very likely）高於過去500年中任一50年時期，並且可能是至少過去1,300年來的最高水平（包括中世紀溫暖時期和小冰期）。

#### 冰、雪、永久凍土、雨和海洋
SPM記錄有風力強度增加、永久凍土覆蓋率的下降以及乾旱和強降水事件的增加。此外：
- "南北兩個半球的山地冰河和積雪平均覆蓋都在減少。"
- 格陵蘭和南極洲陸基冰蓋在1993年至2003年期間的損失非常可能（>90%）是導致海平面上升的歸因。
- 海洋熱含量增加導致海水膨脹，海平面因而上升。
- 全球海平面於1961年至2003年間平均每年上升約1.8毫米。 而於1993年至2003年間平均每年上升3.1毫米。目前尚不清楚這是種長期趨勢或只是種短期變率。
- 南極海冰並未顯示出明顯的總體趨勢，與該地區沒變暖的表現一致。

#### 颶風
- 自20世紀70年代開始，北大西洋的颶風強度有所增加，而且這種增加與海面溫度的升高有關聯。
- 觀測到的颶風強度增加高於氣候模型由海面溫度變化而演算出的預測。
- 沒有明顯的颶風數量變動趨勢。
- 其他地區似乎也經歷颶風強度增加，但人們對這些地區的氣象數據品質有所顧慮。
- 颶風威力增強相當可能（more likely than not, >50%)是由人類活動所造成。
- 我們有可能 (likely, >66%) 在21世紀會遭遇強度增加的颶風。

綜合報告中表SPM-2列出最近的趨勢以及實際已發生的趨勢、人類對趨勢的影響以及未來發生趨勢的確定水平。關於氣候變化（包括颶風威力強化），其中人類影響的確定性被表述為"相當有可能（more likely than not）"，表SPM-2的腳註中f部分說明"未評估人為影響的程度大小，而是基於專家對歸因的判斷，並非正式的研究結果。"

### 導致地球變暖或變冷的因素

根據IPCC估計，於1750年-2005年期間導致全球輻射強迫變化的原因。

AR4用輻射強迫（系統中的能量變化率）來描述導致地球變暖和變冷的影響，以單位面積的功率（國際單位制，瓦/平方米（W/m2））來衡量。報告詳細展示二氧化碳、甲烷、一氧化二氮、碳鹵化合物、其他人類變暖因素對變暖的影響，以及太陽活動變化對變暖的影響（正強迫）。還顯示氣膠、土地利用變化和其他人類活動的冷卻效應（負強迫）。所有均為相對於工業化之前的數值變化。
- 所有人類活動造成的總輻射強迫約為+1.6瓦/平方米
- 自1750年以來太陽輻射強度增加造成的輻射強迫約為+0.12瓦/平方米
- 在當前時代（1750年起迄今），二氧化碳、甲烷和一氧化二氮綜合產生的輻射強迫增長非常可能 (>90%) 比過去10,000年中任一時期都要快。

### 氣候敏感度
氣候敏感度被定義為二氧化碳濃度加倍後全球平均地表變暖的程度，範圍可能在2至4.5°C之間，最佳估計約為3°C。但此數值範圍並非我們將在21世紀看到的氣溫上升預測，因為未來二氧化碳濃度的變化屬於未知，除二氧化碳濃度之外，還有其他影響氣溫的因素。

### 模型對未來的預測
模型預測是根據於2000年排放情景特別報告（"SRES情景"）中的不同情景，經由電腦模型分析而產生。由此對21世紀的預測如下。
- 21世紀地表大氣變暖：
  - 由"低情景"[17]所得的最佳估計為1.8°C，可能範圍為1.1至2.9°C（3.2°F，可能範圍為2.0至5.2°F）
  - 由"高情景"[18]所得的最佳估計為4.0°C，可能範圍為2.4至6.4°C（7.2°F，可能範圍為4.3至11.5°F）
  - 即使溫室氣體和氣膠濃度維持在2000年的水平，預計未來二十年氣溫，每十年仍將上升約0.1°C。
  - 對於所有SRES情景，預計未來20年中氣溫每十年將上升約0.2°C。
  - 由於近期的模型預測與實際觀測到的溫度升高之間有一致性，對這類預測結果的信心受到增強。
- 由於缺乏發表的文獻提供數據，多個模型均將冰蓋變動因素排除，[19]對海平面上升的估計為：
  - 在低情景下[17]將為18至38厘米（7至15英寸）
  - 在高情景下[18]將為26至59厘米（10至23英寸）
- 暖流、熱浪和強降雨的發生頻率非常可能（very likely）會增加。
- 受乾旱、熱帶氣旋（包括颶風和颱風）以及極端大潮影響的地區有可能（likely）會增加。
- "預計於北冰洋和南冰洋的海冰都會縮減……根據一些預測，到21世紀下半葉的北冰洋夏末海冰將會幾乎完全消失。"

特定情景預測是根據各種SRES情景，使用氣候模型進行多次的運行分析。 "低情景"指的是B1，最樂觀的情景群組。 "高情景"指的是A1FI，最悲觀的情景群組。

#### 各種情景下的氣溫與海平面上升
SRES情景有六個群組，AR4為每個群組提供預計的溫度和海平面上升（不包括未來冰流的快速動態變化）。 
- 情景B1
  - 最佳估計升溫為1.8°C，可能範圍為1.1至2.9°C（3.2°F，可能範圍為2.0至5.2°F）
  - 海平面上升可能範圍[18至38厘米]（7至15英寸）
- 情景A1T
  - 最佳估計升溫為2.4°C，可能範圍為1.4至3.8°C（4.3°F，可能範圍為2.5至6.8°F）
  - 海平面上升可能範圍[20至45厘米]（8至18英寸）
- 情景B2
  - 最佳估計升溫為2.4°C，可能範圍為1.4至3.8°C（4.3°F，可能範圍為2.5至6.8°F）
  - 海平面上升可能範圍[20至43厘米]（8至17英寸）
- 情景A1B
  - 最佳估計升溫為2.8°C，可能範圍為1.7至4.4°C（5.0°F，可能範圍為3.1至7.9°F）
  - 海平面上升可能範圍[21至48厘米]（8至19英寸）
- 情景A2
  - 最佳估計升溫為3.4°C，可能範圍為2.0至5.4°C（6.1°F，可能範圍為3.6至9.7°F）
  - 海平面上升可能範圍[23至51厘米]（9至20英寸）
- 情景A1FI
  - 最佳估計升溫為4.0°C，可能範圍為2.4至6.4°C（7.2°F，可能範圍為4.3至115°F）
  - 海平面上升可能範圍[26至59厘米]（10至23英寸）

### 由第一工作組政策制定者摘要的摘錄
- "過去和未來的人為二氧化碳排放將在未來一千多年的時間內持續造成變暖和海平面上升，因為從大氣中清除這種氣體需要足夠的時間。"

### 對第一工作組報告的反應
在第一工作組報告發佈前幾週，報告對海平面變化的預測引發爭議，而更新報告中的海平面變化估計較之前的估計降低。正式發佈的文本提出警告，對海平面的新估計可能太低："與冰流相關的動態過程未包含在模型中，但最近的觀測顯示冰蓋對變暖的脆弱性有可能增強，而導致未來更高的海平面上升。"海平面上升估計值的中間數與第三次評估報告（TAR）海平面上升估計值差異在±10%以內，但範圍已經縮小。
英國皇家學會主席馬丁·里斯男爵表示："這份報告內容比以往更加令人信服，人類行為對我們已看到和即將看到的氣候變化有重大影響。IPCC大力強調重大氣候變化將不可避免，我們必須予以調適。這會迫使我們全部 - 世界領導人、企業和個人 - 立即採取行動，而非因恐懼而陷於癱瘓，無所作為。我們既需要減少溫室氣體排放，又需為應對氣候變化的影響做好準備。那些提出不同主張的人無法再使用科學作為其論點的依據。"
美國能源部長塞繆爾·博德曼在新聞發表會上表示，這份報告是"可靠的科學"，"正如總統（喬治·沃克·布希）所說，這份報告明確指出人類活動正在造成地球氣候變化，此問題不再是爭論的焦點"。 ”負責歐洲和歐亞事務的首席副助理國務卿庫爾特·沃爾克表示，"我們支持最近發表的IPCC報告，美國科學家於其中發揮有主導作用。"
報告稱46個國家在法國總統賈克·席哈克宣讀的《巴黎行動呼籲》中要求成立聯合國環境組織（UNEO），該組織將仿效更強大的世界衛生組織（WHO），而擁有比目前聯合國環境署（UNEP）更大的權力。這46個國家包括歐盟國家，但值得注意的是並不包括世界四大溫室氣體排放國 - 美國、中國、俄羅斯和印度。

## 第二工作組：影響、調適和脆弱性
第二工作組撰寫的決策者摘要於2007年4月6日發佈。完整報告於2007年9月18日發佈。
第二工作組指出，"由所有大陸和大多數海洋採集的證據顯示許多自然系統正在受到區域氣候變化，特別是氣溫升高的影響"。

### 觀測結果
一些觀測到的變化與氣候變化的相關性有不同的置信度。
WG II斷言（具有高置信度，大約十分之八的正確率）氣候變化已導致：
- 產生更多及規模更大的冰蝕湖。
- 永久凍土區地面不穩定性增加。
- 山區岩石崩塌增加。
- 一些北極和南極生態系統發生變化。
- 許多冰河和融雪河流的徑流量增加，春季峰值流量提前發生。
- 由於水溫上升和以下的變化，影響藻類、浮游生物、魚類和浮游動物的變化：
  - 冰蓋
  - 鹽度
  - 氧氣含量
  - 水循環

WG II斷言（非常高置信度，大約十分之九的正確率）氣候變化正在影響陸地生物系統：
- 植物葉展開、動物產卵和遷徙等春季事件發生得更早。
- 植物和動物物種發生向兩極和往上（到更高海拔）移動的現象。

WG II還指出海洋因吸收人類造成的二氧化碳排放，海水pH值已下降0.1，但尚無海洋生物受到影響的記錄。

### 產生變化的歸因
WG II承認將具體變化歸因於人為造成的全球變暖存在某種困難，並指出"局限性和差距讓科學家無法將觀測到的系統響應原因更充分歸因於人為導致的氣候變暖。"但發現觀測到的變化和預測變化之間的一致性"既然如此......已足以取得結論（具高置信度），即過去三十年的人為變暖對許多物理和生物系統已產生可識別的影響。"

### 預測
WG II根據研究和模型預測，為下個世紀可能出現的一些情況提供描述。

#### 淡水
我們預計（高置信度）：
- 乾旱地區將變得更加乾燥，而潮濕地區將變得更加濕潤："到本世紀中葉，高緯度地區和一些潮濕的熱帶地區的年平均河流徑流和可用水量將增加10-40%，而於中緯度地區和乾燥熱帶地區的一些地區將減少10-30%……”
- 受乾旱影響的地區，範圍將更為擴大。
- 強降水事件非常可能（very likely）更為常見，增加洪水風險。
- 由冰河和積雪中儲存而來的水供應將會在本世紀中減少。

#### 生態系統
我們預計（高置信度）：
- 本世紀之中氣候變化和其他壓力因素的共同作用將會凌駕於許多生態系統的氣候韌性。
- 陸地生態系統的碳清除量將在本世紀中葉之前達到峰值，然後減弱，或是逆轉，而加劇氣候變化。

#### 食物
據預測（中置信度，約十分之五的正確率），全球氣溫上升1-3°C時，糧食產量有增加的可能，但溫度再升高後，糧食產量將會減少。

#### 海岸生態系統
我們預計（高置信度）：
- 海岸將面臨日益增大的風險，例如氣候變化和海平面上升導致的海岸侵蝕。
- "預計海面溫度升高約1-3°C，除非珊瑚能進行熱調適（即順應），否則會發生更頻繁的珊瑚白化事件和大批死亡。"
- "預計到2080年代，由於海平面上升，每年將有數百萬人會受到洪水淹沒之害。"

### 對原始WG II報告用字的異議
根據報告的主要撰寫者（於美國國家大氣研究中心 (NCAR) 服務）之一 - 帕特里夏·羅梅羅·蘭考女士（Patricia Romero Lankao）表示，美國談判代表設法將呼籲削減溫室氣體排放的用字刪除。最初的草案寫道："然而，僅靠調適措施將無法應對氣候變化的所有影響，尤其是大多數影響從長遠來看，其程度都會增加。因此採取緩解措施有其必要。"而所提的緩解措施字樣並未在報告的最終版本中出現。
中國反對用字如："根據觀察到的證據，我們認為（具非常高置信度）各大洲和大多數海洋的許多自然系統正在受到區域氣候變化，特別是氣溫升高的影響"。當中國要求刪除"非常"用字，三位撰寫者態度猶豫，僵局經採取妥協，把任何提及置信度的文字刪除後才被打破。

## 第三工作組：緩解氣候變化
第三工作組的決策者摘要（SPM）於2007年5月4日在IPCC第26屆會議上發佈。完整報告於2007年9月透過在線方式發佈。
IPCC於4月30日在泰國曼谷召開會議，開始對摘要草案進行討論，參加會議的有來自約120個國家的400多名科學家和專家。於同年5月4日召開的IPCC全體會議上，大約有2,000名代表參加，達成一致意見。其中一項關鍵辯論涉及一條將大氣中溫室氣體濃度限制在445ppm至650ppm之間的提案，開發中國家代表施加壓力要求將下限濃度數字提高（原因之一是維持經經濟成長）。但最終被納入決策者摘要的還是最初提出的數字。摘要的結論是以合理的成本達到穩定溫室氣體濃度仍有可能，穩定在445ppm至535ppm之間的成本將會低於全球GDP的3%。
第三工作組報告把主要部門於近期的緩解方案予以分析，還討論協同效應、共同效益和權衡取捨等跨部門問題。並提供有關在不同水平的穩定情況下達成長期緩解策略的信息，特別關注不同短期策略對實現長期目標的影響。 

### 短期和中期緩解措施（直到2030年）
決策者摘要的結論是各方意見高度一致，並有大量證據顯示"全球於未來幾十年減少溫室氣體排放將具有巨大經濟潛力與效益，可抵消全球排放量的增長或將排放量減少到低於當前水平所產生的財務和社會成本。"在此時間尺度內具有最大經濟潛力的技術被認為是：
| 部門       | 目前商業上可行的緩解技術與措施 | 預計在2030年前成為商業上可行的緩解技術與措施                                                                                      |
| 能源供應   | 改善供應與分銷效率、使用天然氣以取代煤碳、採用核子動力、採用再生能源（水力、太陽能、風能、地熱和生物燃料）、熱電聯產、早期碳捕集與封存應用（例如從天然氣中捕集二氧化碳後封存）                                    | 於利用天然氣、生物質與燃煤發電廠發電所在地點進行碳捕集與封存、先進核子動力、先進再生能源如潮汐能/波浪能、聚光太陽能與太陽能光電。 |
| 交通運輸   | 更具燃料效率的車輛、電動載具、混合動力車輛、清潔柴油車輛、生物燃料、道路運輸著重鐵路運輸與大眾運輸系統、非機械交通方式（如騎腳踏車與步行）、土地利用與交通規劃                                                    | 次世代生物燃料、高燃料效能飛機、具有高儲能能力與可靠性電池驅動的電動與混合動力車輛                                                |
| 低能耗建築 | LED燈與採光、更高效率的電器及取暖/降溫設備、改善爐具、 改善建築隔熱、被動式太陽能房屋設計與太陽能取暖/降溫設計、環保冷媒與回收及再利用氟化氣體                                                                    | 於商用建築物安裝如智慧型電錶與建築整合太陽能科技裝置                                                                              |
| 產業       | 效能更高的電子裝置、實施熱能回收與能源回收、資源回收與使用替代材料、控制二氧化碳之外的溫室氣體排放、及採用多種特定流程的技術                                                                                      | 先進能源效率、與製造水泥、氨與鋼鐵時採碳捕集與封存措施;，以及於煉鋁時時使用惰性電極                                               |
| 農業       | 改善作物田地與牧地的管理，增加土壤碳封存、對已開闢泥炭地與退化土地作復育、改善水稻種植/牲畜管理技術與牲畜糞肥管理以減少甲烷排放、改善氮肥施用以減少一氧化二氮排放，及致力能源作物生產以取代化石燃料及改善能源效率 | 改善作物生產率 |
| 林業/森林  | 植樹造林、林地復育、森林管理、減少森林砍伐、伐木管理及以燃燒林業產品取代石化燃料 | 樹種改善以增加生物質產量，並增加碳截存能力，以及改善遙測技術以分析植被/土壤碳截存潛力以及為土地利用改變製分佈圖                   |
| 垃圾       | 產生生物燃氣、廢棄物轉製能源、將有機廢棄物堆肥利用、管理污水處理、資源回收與減廢 | 採生物過濾以優化甲烷的氧化作用。                                                                                                  |

IPCC估計將大氣溫室氣體穩定在445-535ppm之間二氧化碳當量的成本約會少於年均GDP的0.12%。穩定在535-590ppm將花費年均GDP的0.1%，而穩定在590-710ppm將花費年均GDP的0.06%。科學界均認為有大量證據顯示這些緩解成本中很大部分將會被空氣污染減少所帶來的健康效益所抵消，而其他效益（例如增強能源安全、增加農業產量、減少對自然生態系統的壓力、以及對某些國家可改善貿易平衡及向農村地區提供現代能源服務和就業）將進一步達到節約成本的目的。
IPCC認為要實現這些減排，需要"將投資模式作重大轉變，但所需的淨額外投資可忽略不計，或僅增加5-10%"。報告的結論還包括投資於節約能源，通常比增加能源供應的效益會更高。
IPCC預計在發電方面，再生能源於2030年可提供30%至35%的電力（高於2005年的18%），碳定價可達50美元/噸，核能發電會從16%上升到18%。報告中還提出警告說除非採用碳捕集與封存技術，否則油價上漲可能會導致油砂、油頁岩、重油以及由煤和天然氣製造的合成燃料等高碳產品的開採，而導致排放增加。
在交通運輸領域，存在中等程度的共識和證據，顯示多種緩解措施將會因使用增加而被抵消，且有許多障礙和缺乏政府政策框架的情況存在。
有高度意見一致和大量證據顯示雖然有許多障礙仍存在（特別是在開發中國家），新建和現有建築可大幅減少排放，而且這還會在改善空氣品質、社會福利和能源安全方面帶來其他益處。 

### 長期氣候緩解（2030年之後）
IPCC報告稱全球於未來二/三十年的緩解工作，其有效性將對溫室氣體穩定在較低水平會產生重大影響，寄望濃度水平越低，則排放量需盡快達到峰值，繼而衰落。例如要穩定在445至490ppm之間（導致全球溫度比工業化前平均水平高2至2.4°C），排放量需在2015年之前達到峰值，到2050年則要比2000年的水平降低50%至85%。
看法高度一致和大量證據顯示，使用現有技術，而為技術開發、獲取、部署和傳播制定適當和有效的激勵措施，並去除障礙，可在2050年就達到穩定。IPCC一致認為為穩定溫室氣體濃度在較低水平，要比過去更迅速的改善碳強度，且更需有效的公共和私人研究、開發和示範工作，以及在未來幾十年投資於新技術。IPCC指出政府於近20年來投入大多數能源研究項目的資金，按實際絕對值計算一直持平或是下降，目前僅約等於1980年水平的一半。 由於當前有更多高排放設施投入使用，推遲減排將導致更高的溫室氣體水平，而大幅增加氣候變化影響的風險。 
人們一致認為對碳排放成本定價的政策可為消費者和生產者提供激勵。預計碳定價到2030年為5至65美元/噸二氧化碳，到2050年為15至130美元/噸二氧化碳，預計到2100年可將二氧化碳濃度穩定在550ppm左右。

## 綜合報告
綜合報告的草稿於2007年11月16日發佈，然後再經最終編輯的過程。
本綜合報告[比氣候變化工作組的前三份報告]更往前跨一步：透過工作組的努力，將豐富的信息整合及彙編成一份既明確且精簡，易於政策制定者閱讀的文件。
綜合報告除有這三份報告的決策者摘要所包含的內容外，還引入完整工作組報告中的一些材料。報告的目的在成為一份具有高度政策相關性的有效、具科學權威性的文件，將對於2007年12月在印尼巴厘島舉行的第13屆締約方大會中討論提供重大貢獻。巴厘島會議被推遲到12月舉行的原因即為便利IPCC綜合報告能率先發佈。Press conference for the release of the IPCC Synthesis Report
綜合報告中提出的六個主題是： 
1. 觀測到的氣候變化及其影響（WG I和WG II）。
2. 發生變化的原因（WG I和WG III）。
3. 氣候變化及其在不同情景下的近期和長期影響（WG I 和WG III）。
4. 全球和區域層面的調適與緩解方案，應對措施以及與可持續發展的相互關係（WG II和WG III）。
5. 長期觀點：與調適和減緩相關的科學和社會經濟方面，符合《公約》的目標和規定，並在可持續發展的背景下（WG I和WG III）。
6. 可靠發現，關鍵的不確定性（WGI、WGII和WGIII）。

主題5中提到的"公約"是《聯合國氣候變化綱要公約》（UNFCCC）。
AR4綜合報告的可靠發現於2007年12月13日星期三在印尼巴厘島舉行的聯合國氣候變化會議（UNFCCC COP 13—CMP 3）上進行討論（於12月3日至14日舉行).）。

## 接受度
第四次評估報告受到批評。對人為全球變暖持懷疑態度的人認為他們的主張沒被充分納入報告。其他人則認為IPCC對氣候變化可能危害的估計過於保守。該報告還因錯誤預測喜馬拉雅冰河消失年度而受到批評。
IPCC第四次評估報告與全球變暖的總體主題相關，已受到政府官員、特殊利益團體和科學組織等不同機構的討論（參見氣候變化的政治面）
聯合國任命一獨立的科學家委員會來"審查世界頂級氣候科學小組的運作"，該委員會於2010年9月提出報告（參見政府間氣候變化專門委員會#InterAcademy Council review in 2010）。

### 對第四次評估報告的回應
一些國家的科學院引用和/或重申第四次評估報告（AR4）的一些結論。包括有：
- 巴西、中國、印度、墨西哥、南非和八大工業國組織（合稱“G8+5”）的科學院於2007年、[55]2008年[56]和2009年[57]發表的聯合聲明。
- 澳洲科學院的出版品。[58]
- 非洲科學院網絡（英语：Network of African Science Academies）於2007年發表的聯合聲明。[59]

- 國際科學院夥伴（英语：InterAcademy Partnership）於2010年發表的聲明，[60]夥伴中有43個組織參與簽署。[a]

荷蘭環境評估局對AR4進行過兩次評論（由研究人員PBL等發表，2009年與2010年），總體上均支持AR4的結論。PBL等人 (2010)提出一些改進IPCC流程的建議。美國國家學院研究委員會（US NRC，2010）對AR4所進行的文獻評估，結論為：
氣候變化正在發生，主要是由人類活動所引起，它給大範圍的人類和自然系統帶來重大風險，且在許多情況下已造成影響[原文中以粗體字強調]。 ...這一結論乃根據大量科學證據，包括最近的研究，AR4的評估與美國全球變化研究計劃...，以及其他對氣候變化科學知識方面的評估均有一致的結果。

### 預估喜馬拉雅山脈冰河消融的年份
AR4第二工作組報告中被發現有些錯誤 - 一為喜馬拉雅山脈上冰河的消融，另一為荷蘭陸地低於海平面部分的面積。 於第二工作組報告（"影響、調適和脆弱性"）第10章中的一段有預測喜馬拉雅山脈上冰川可能會在2035年消失的敘述：
喜馬拉雅山脈上的冰川消退速度比世界任何地區都快（見表10.9），依照目前的趨勢，到2035年（甚至更早），它們有非常高的可能性會消失。到2035年，山上冰河總面積可能會從目前的500,000平方公里縮減至100,000平方公里（世界自然基金會（WWF），2005年）。
IPCC事後為此引用的年份提出道歉，對"在這種情況下未能很好地運用IPCC完善的程序"表示遺憾。IPCC所引用的是來自WWF於2005年的報導，而WWF的資料係來自一篇於1999年發表的文章，對於此種未經查證的單一引用來源，確有可議之處，事實上當地的冰河消融速度將不可能如此迅速。

### 誇大效果
IPCC前主席羅伯特·沃森在談到喜馬拉雅山脈冰河消融的估算時表示，"由於此錯誤似乎將氣候變化的影響誇大，讓其看起來更加嚴重。這情形令人擔憂。IPCC於看到此"錯誤的趨勢，該詢問為何會發生"。曾擔任IPCC第二工作組聯合主席的氣候專家馬丁·帕里(Martin Parry) 表示，"從關於喜馬拉雅冰河的一個不幸錯誤開始，現在已變成毫無實質內容的喧囂"，IPCC已對其他錯誤指控進行調查，這些指控"通常並無根據，且對評估報告只有微不足道的影響"。

### 其他
IPCC第四次評估報告中的圖表包含有12個根據氣候代理製作的氣溫重建，其中包括2001年第三次評估報告 (TAR) 中強調的三個：由 麥可·E·曼、雷蒙·S·布萊德勒與馬爾科姆·K·休斯（Malcolm K. Hughes） 於1999年發表論文 （MBH99）中包含的圖形，研究人員Jones等人（1998年） 和研究人員Briffa（2000年）所製圖形（但通過較新的研究校準過）。此外，對中世紀溫暖時期的分析引用研究人員Crowley & Lowery （2000年，也在TAR中引用）和研究人員Osborn & Briffa （2006年）的重建。在14個重建中有10個涵蓋1,000年或更長期間。大多數重建會共享一些數據系列，特別是樹木年輪數據，但較新的重建會採用額外的數據並覆蓋更廣泛的區域，並使用一些不同的統計方法。此部分也討論影響某些樹木年輪數據的發散問題。

### 資料來源
The Fourth Assessment Report consists of the following reports from each of the three Working Groups, and a Synthesis Report.  Additional reports and documents can be found at the IPCC's documents web page （页面存档备份，存于）.
- Solomon, S.; Qin, D.; Manning, M.; Chen, Z.; Marquis, M.; Averyt, K.B.; Tignor, M.; Miller, H.L. (编).  (PDF). Cambridge: Cambridge University Press. 2007  [2014-07-07]. （原始内容存档 (PDF)于2017-05-07）. (Abbreviated as SPM-WG1, AR4)
- IPCC AR4 WG1, Solomon, S.; Qin, D.; Manning, M.; Chen, Z.; Marquis, M.; Averyt, K.B.; Tignor, M.; Miller, H.L. , 编, , Contribution of Working Group I to the Fourth Assessment Report of the Intergovernmental Panel on Climate Change, Cambridge University Press, 2007  [2023-10-27], ISBN 978-0-521-88009-1, （原始内容存档于2012-06-05） (pb: 978-0-521-70596-7).
- IPCC AR4 WG2, Parry, M.L.; Canziani, O.F.; Palutikof, J.P.; van der Linden, P.J.; Hanson, C.E. , 编, , Contribution of Working Group II to the Fourth Assessment Report of the Intergovernmental Panel on Climate Change, Cambridge University Press, 2007  [2010-03-04], ISBN 978-0-521-88010-7, （原始内容存档于2018-11-10） (pb: 978-0-521-70597-4).
- IPCC AR4 WG3, Metz, B.; Davidson, O.R.; Bosch, P.R.; Dave, R.; Meyer, L.A. , 编, , Contribution of Working Group III to the Fourth Assessment Report of the Intergovernmental Panel on Climate Change, Cambridge University Press, 2007  [2011-09-16], ISBN 978-0-521-88011-4, （原始内容存档于2014-10-12） (pb: 978-0-521-70598-1).
- IPCC AR4 SYR, Core Writing Team; Pachauri, R.K; Reisinger, A. , 编, , Contribution of Working Groups I, II and III to the Fourth Assessment Report of the Intergovernmental Panel on Climate Change, IPCC, 2007  [2023-10-27], ISBN 978-92-9169-122-7, （原始内容存档于2018-11-03）.
- IAMP, , Trieste, Italy: Inter Academy Panel (IAP) Secretariat, hosted by The World Academy of Sciences (TWAS), 2010  [2021-08-12], （原始内容存档于2017-11-15）
- IPCC SRES, Nakićenović, N.; Swart, R. , 编, , Cambridge University Press, 2000, ISBN 0-521-80081-1, （原始内容 (book)存档于2017-02-03）, 978-052180081-5 (pb: 0-521-80493-0, 978-052180493-6).
- Jansen; Overpeck. .  (PDF). K.R. Briffa, J.-C. Duplessy, F. Joos, V. Masson-Delmotte, D. Olago, B. Otto-Bliesner, W.R. Peltier, S. Rahmstorf, R. Ramesh, D. Raynaud, D. Rind, O. Solomina, R. Villalba and D. Zhang [Solomon, S., D. Qin, M. Manning, Z. Chen, M. Marquis, K.B. Averyt, M. Tignor and H.L. Miller (eds.)]. Cambridge University Press. 2007  [2023-10-27]. （原始内容存档 (PDF)于2022-12-10）.
- Lambeck, K., , Canberra: Australian Academy of Science, 7 February 2007, （原始内容存档于2013-08-06）.
- NASAC,  (PDF), Nairobi, Kenya: NASAC Secretariat, 2007  [2013-09-10], （原始内容 (PDF)存档于2014-05-01）. Statement website.
- PBL;  et al,  (PDF), Bilthoven, Netherlands: PBL, November 2009, （原始内容 (PDF)存档于2014-05-01）. Report website.
- PBL,  (PDF), Bilthoven, Netherlands: PBL, 2010-07-05  [2013-09-10], （原始内容 (PDF)存档于2015-04-22）. Report website. 的存檔，存档日期2013-10-04.
- US NRC, , Washington, D.C.: National Academy Press, 2001, ISBN 978-0309075749, （原始内容存档于2011-06-05）
- US NRC, , Washington, D.C., US: National Academies Press, 2010  [2023-10-27], ISBN 978-0-309-15359-1, （原始内容存档于2014-09-27）
- Jones, P. D.; Briffa, K. R.; Barnett, T. P.; Tett, S. F. B. . The Holocene. May 1998, 8 (4): 455–471. Bibcode:1998Holoc...8..455J. S2CID 2227769. doi:10.1191/095968398667194956.
- Osborn, Timothy J.; Briffa, Keith R., , Science, 2006-02-10, 311 (5762): 841–4, Bibcode:2006Sci...311..841O, CiteSeerX 10.1.1.590.2928 , PMID 16469924, S2CID 129718548, doi:10.1126/science.1120514.
- Crowley, Thomas J.; Lowery, Thomas S., , Ambio: A Journal of the Human Environment, February 2000, 29 (1): 51–54, S2CID 86527510, doi:10.1579/0044-7447-29.1.51.
- Briffa, K., , Quaternary Science Reviews, 2000, 19 (1–5): 87–105, Bibcode:2000QSRv...19...87B, doi:10.1016/S0277-3791(99)00056-6.
- Mann, M.E.; Bradley, R.S.; Hughes, M.K.,  (PDF), Geophysical Research Letters, 1999, 26 (6): 759–762  [2023-10-27], Bibcode:1999GeoRL..26..759M, doi:10.1029/1999GL900070 , （原始内容存档 (PDF)于2016-12-22）.
- Academia Brasileira de Ciéncias;  et al,  (PDF), London: Royal Society, 2007-05-16. Statement website. （页面存档备份，存于）
- Academia Brasileira de Ciéncias;  et al,  (PDF), London: Royal Society, 2008-06-10. Statement website. （页面存档备份，存于）
- Academia Brasileira de Ciéncias;  et al,  (PDF), London: Royal Society, 2009-05-01. Statement website.
- Australian Academy of Science, , Canberra: Australian Academy of Science, n.d.  [2013-09-10], （原始内容存档于2013-09-21）
- Australian Academy of Science, , Canberra: Australian Academy of Science, August 2010, ISBN 978-0858472860, （原始内容存档于2013-08-12）. Low-resolution (2 Mb) or high-resolution PDF (25 Mb).

## 外部連結
- Intergovernmental Panel on Climate Change home page （页面存档备份，存于）
- Ten-webpage summary of the Fourth Assessment Report SPMs （页面存档备份，存于） by GreenFacts; the webpages as a self-contained  (PDF).   [2023-10-27]. （原始内容存档 (PDF)于2023-06-01）. (1.04 MB)
- Commentary on the Working Group I Report:
  - The Guardian （页面存档备份，存于） Article on US political pressure on WGI Report, 2007-01-27
  - UNEP.org Press release: Evidence of Human-caused Global Warming "Unequivocal", says IPCC, 2007-02-02
  - RealClimate blog — Commentary （页面存档备份，存于） on Working Group I Summary for Policymakers, 2007-02-02
- Videos:
  - From Science to Assessment: Overview of the IPCC AR4 Working Group I Report. A lecture given at Princeton University by Ronald Stouffer, Senior Research Meteorologist, Geophysical Fluid Dynamics Laboratory (GFDL), 2008-03-11
  - Lessons from the Climate Wars: The Future of the IPCC. A lecture given at Princeton University by Gary Yohe, Woodhouse/Sysco Professor of economics at Wesleyan University and Director of the John E. Andrus Public Affairs Center at Wesleyan, 2008-05-07
  - Emissions Mitigation and Climate Stabilization. A lecture given at Princeton University by Jae Edmonds, Chief Scientist, Joint Global Change Research Institute, Pacific Northwest National Laboratory, 22 April 2008
  - How Would Climate Change Influence Society in the 21st Century? A lecture given at MIT by Rajendra Pachauri, 2008-01-29